# Душица Милојевић
Душица Милојевић (Крушевац, 28. август 1976), српска је поп-фолк и народна певачица.

## Биографија
Одрасла је у селу Пасјак где је завршила прва четири разреда основне школе а остале у Паруновцу. Након основне школе похађала је средњу хемијско-технолошку школу - смер пиротехничар. Потиче из музички надарене породице, отац јој се такође бавио певањем али не тако професионално. Њен стриц Радиша Милојевић такође је певач који је у каријери снимио једну плочу и пар синглова.
Певањем се бави од 1991. године, прве јавне наступе имала је у Пасјаку, а касније и по многим другим местима и певачким такмичењима где је и побеђивала. Прве озбиљније кораке направила је нешто касније 2000. године када креће њена сарадња са групом Медени Месец. Са њима је издала четири студијска албума за музичку кућу “Голд”. На албумима се издвојио велики број хитова.
Због неслагања појединих чланова у групи Медени Месец, 2004. године Душица заједно са Радишом Добросављевићем Мујом напушта Медени Месец и оснивају засебну групу Медењаци. Са Медењацима је издала један студијски албум такође за музичку кућу “Голд”. Сарађивала је и са другим познатијим именима као што су Шабан Шаулић и Бора Дугић.
Иако је жанр свих студијских албума фолк, Душица тврди да је њен фах ипак народна музика нарочито старе “двојке” и изворне песме. Тренутно живи у Крушевцу и има једног сина.

## Дискографија са Медењацима
- 2004: Медењаци

## Дискографија са Меденим Месецом
- 2000: Босим ногама бих ватру газио
- 2001: Иду дани
- 2003: Имали смо дом
- 2004: Растанак